# Dr. von Morgenstern Schulen
Die Dr. von Morgenstern Schulen sind staatlich anerkannte Berufsfachschulen mit Standorten in Braunschweig und Lüneburg. Die Privatschule ist benannt nach ihrem Gründer: dem Chemiker Ferdinand von Morgenstern.

## Gründung
Im Jahr 1913 gründete Ferdinand von Morgenstern eine Ausbildungsstätte für chemische Laboranten in Braunschweig. Der Schulbetrieb begann mit fünf Schülern in der Friedrich-Wilhelm-Straße 35. Die Ausbildung erfolgte in enger Zusammenarbeit mit zuckerverarbeitenden Unternehmen. Das Herzogtum Braunschweig, das zu Beginn des 20. Jahrhunderts ein Zentrum für die Zuckerindustrie war, benötigte Fachkräfte, um seinen Stellenwert in diesem Wirtschaftszweig zu behaupten.

## Ferdinand von Morgenstern
Ferdinand von Morgenstern, geboren 1873 in Potsdam, war ein deutscher Chemiker. Er studierte Chemie an der Universität Rostock und veröffentlichte 1906 seine Dissertation. Drei Jahre später übernahm er das Handelslaboratorium Dr. Friedrich in Braunschweig, das sich auf die Analyse von Rohzucker der 30 Zuckerfabriken des Braunschweigischen Landes spezialisiert hatte. Aus diesem Laboratorium heraus gründete von Morgenstern die Dr. von Morgenstern Schulen. Gemeinsam mit dem Chemiker Eduard Freise, Gründer der Deutschen Drogistenakademie, verfasste er das Lexikon Der Drogist: Lehr- und Nachschlagebuch für Drogisten und Apotheker.

## Ausbau
1968 etablierte die Schule neben Chemie ihre zweite Fachrichtung: die Pharmazie. Nun bildete sie neben Chemotechnikern auch Pharmazeutisch-technische Assistenten aus. Ein Jahr später bekamen die Dr. von Morgenstern Schulen mit Lüneburg einen zweiten Schulstandort. In den 1980er Jahren baute die Schule ihre dritte (Kosmetik) und vierte Fachrichtung (Biologie) auf. Im Schuljahr 1988/89 unterrichtete sie in Braunschweig und Lüneburg insgesamt 550 Schüler. Der dritte Schulstandort Magdeburg wurde 1990 eröffnet. Dieser Standort stellte 2012 die Ausbildung ein. Im Jahr 2013 feierten die Dr. von Morgenstern Schulen ihr hundertjähriges Jubiläum.

## Familientradition
Nach dem Tod des Gründers und Leiters der Schule Ferdinand von Morgenstern im Jahr 1958 übernahmen dessen Töchter Ingeborg Ernst-von-Morgenstern und Jutta Beyer-von-Morgenstern die Geschicke der Schule. Peter Pook, Sohn von Jutta Beyer-von-Morgenstern, lenkte die Schule von 1971 an. Hannes Pook, Sohn von Peter Pook und Urenkel von Schulgründer Ferdinand von Morgenstern, führt die Familientradition fort und leitet die Dr. von Morgenstern Schulen aktuell in vierter Generation. Hannes Pook ist Vorsitzender des Verbands Deutscher Privatschulen Niedersachsen-Bremen.

## Schule heute
Heute bieten die Dr. von Morgenstern Schulen zweijährige Berufsausbildungen in vier Fachrichtungen an: Biologisch-technischer Assistent, Chemisch-technischer Assistent, Pharmazeutisch-technischer Assistent und staatlich geprüfte Kosmetikerin. In diesen vier Bereichen hat die Schule seit Gründung mehr als 11.000 Fachkräfte ausgebildet.

## Engagement
Am 18. und 19. Mai 2005 fanden die nationalen Vorentscheidungen zur Teilnahme an der internationalen Veranstaltung „Grand Prix Chimique“ in Prag an dieser Schule statt. Dieser Wettbewerb wird alle zwei Jahre ausgetragen und bietet Schülern und Auszubildenden die Möglichkeit, sich im Wettbewerb miteinander zu messen und ihre Fähigkeiten im Fach Chemie praktisch anzuwenden. Ein Schüler der Dr. von Morgenstern Schulen gewann den nationalen Vorentscheid. Die Jury bewertet neben den Ergebnissen auch die Arbeitsweise im Labor.
Seit 2013 besteht zwischen den Schulen und der Ostfalia Hochschule für angewandte Wissenschaften eine Kooperation, die den Auszubildenden, die ihren Abschluss als Biologisch- oder Chemisch-technische Assistenten (BTA / CTA) machen und die anschließend den Studiengang „Bio- und Umwelttechnik“ an der Ostfalia Hochschule belegen möchten, den Zugang zur Hochschule und das Studium erleichtert.
Die Dr. von Morgenstern Schulen tragen den Titel Schule ohne Rassismus – Schule mit Courage; Patin ist Isabel Edvardsson. Projektpatin ist Isabel Edvardsson, mehrfache deutsche Meisterin in den Standardtänzen.
Die Schulen unterstützen die Aktion Herzen gegen Schmerzen.

## Gebäude
Die Braunschweiger Schule ist in der Freisestraße 14 beheimatet. Bis zu ihrer Schließung im Jahr 1979 waren in diesem Gebäude die Unterrichtsräume der Deutschen Drogisten-Akademie ansässig.

## Sonstiges
Im Oktober 2015 schaffte es eine ehemalige Schülerin der Dr. von Morgenstern Schulen auf die Titelseite der Braunschweiger Zeitung – als Beispiel dafür, was man alles erreichen kann. Sie hat über den Ausbildungsweg Hauptschule, Realschulabschluss, Ausbildung zur Pharmazeutisch-technischen Assistentin an den Dr. von Morgenstern Schulen und Abendschule die Zugangsberechtigung zur Hochschule erlangt. Sie studiert nun Pharmazie an der Technischen Universität Braunschweig.

## Bekannte ehemalige Schüler
- Ina Müller (* 1965), Sängerin, Musik-Kabarettistin, Autorin und Fernsehmoderatorin. In Lüneburg ließ sie sich zur Pharmazeutisch-technischen Assistentin ausbilden.
- Sven Nagel (* 1970), Comedian und Autor. Er machte eine Ausbildung zum Biologisch-technischen Assistenten in Braunschweig.
- Willy Reichert (1896–1973), deutscher Komiker, Volksschauspieler und Sänger. Reichert zählte  zu den ersten Absolventen der Schule.[15] In den Jahren 1913 bis 1914 ließ er sich zum Zuckertechniker ausbilden.[16]